# Red Dot

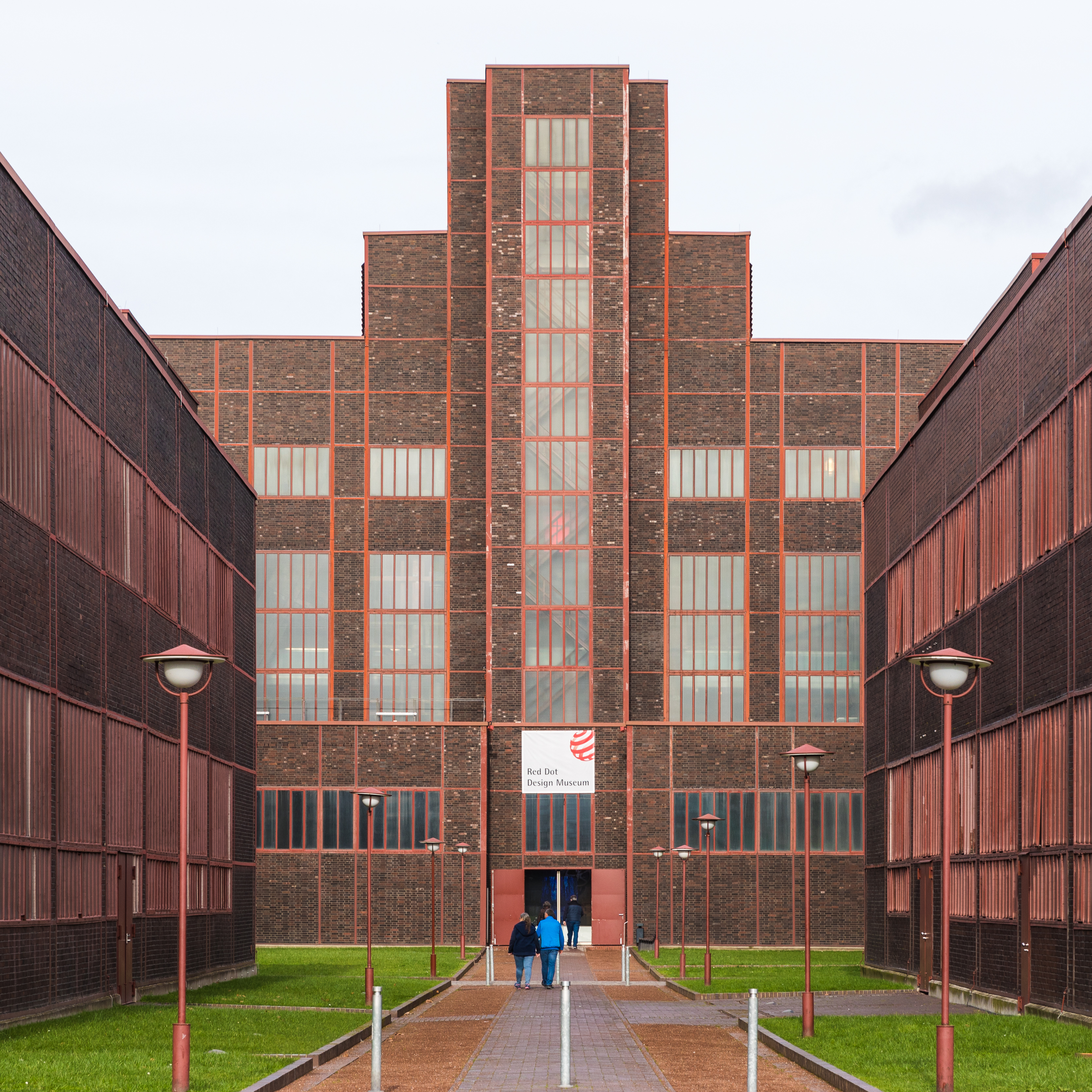
музей Red dot design

Red Dot Design Award — награда в области дизайна, присуждаемая «Центром дизайна земли Северный Рейн-Вестфалия» из Эссена.
Вручается дизайнерам и компаниям-производителям за особые достижения в дизайне потребительских товаров. Работы, отмеченные наградой, выставляются в Музее дизайна Red Dot в Эссене, который на сегодняшний день[уточнить] является крупнейшим в мире собранием достижений современного дизайна.
Номинации делятся на три категории — промышленный дизайн (англ. Product Design, разработчики потребительских продуктов — мебели, бытовой техники, автомобилей и прочих товаров), коммуникационный дизайн (Communication Design, производители рекламы товаров), концептуальный дизайн (Concept Design)
В каждой категории вручаются награды нескольких видов:
- «Winner» — основная награда, которой отмечаются работы за высокое качество дизайна. Международное жюри присуждает его за выдающийся дизайн.
- «Best of the Best» — лучшие работы из каждой категории. Присуждается за революционный дизайн.
- «Gran Prix» — высшая персональная награда конкурса, выбираемая из победителей, получивших награду Best of the Best. Победитель один и неизвестен заранее и объявляется на торжественной церемонии награждения.

Также вручается приз за лучшую студенческую работу (Junior Prize, дополнительно победитель получает 10 тыс. евро), «агентство года», «клиент года».
Первое награждение состоялось в 1955 году. Первоначально награда вручалась только в одной номинации — инновационного дизайна (нем. Design Innovationen), в 2000 году переименованной в «промышленный дизайн» (англ. Product Design). Лучших в сфере коммуникационного дизайна стали награждать, начиная с 1993 года. В 2005 году сингапурским музеем дизайна Red Dot была вручена первая награда и в номинации «концептуальный дизайн».
Главный символ премии — стилизованная красная точка — разработан в 1991 году Отлем Айхером (в окончательной редакции Петера Шмидта 2000 года).

Также у премии есть направление Red dot Award Design Concept, вручается в Сингапуре за лучшие концепции в области дизайна. Работы победителей экспонируются в Музее дизайна Red Dot в Сингапуре. Музей построен в 2017 году по проекту Cox Architects и Architects 61.